# Luang Prabang
Luang Prabang (auch Luang Phrabang oder Louangphrabang; Lao: ຫຼວງພະບາງ, ALA-LC: Lūang Phabāng, Aussprache: [lúaŋ.pʰā.bǎːŋ]; in alter Zeit Chieng Dong Chieng Thong, Müang Sua oder Sawa genannt) ist die Hauptstadt der Provinz Luang Prabang im bergigen Norden von Laos. Die Einwohnerzahl beträgt 66.781 (Stand 2015). Luang Prabang war die Hauptstadt des historischen Königreichs Lan Xang und des französischen Protektorats Laos. Bis zur Abschaffung der Monarchie in Laos 1975 war es die Königsstadt. Heute ist die Stadt von der UNESCO als Welterbe anerkannt und eines der wichtigsten touristischen Ziele des Landes.

## Lage und Bedeutung

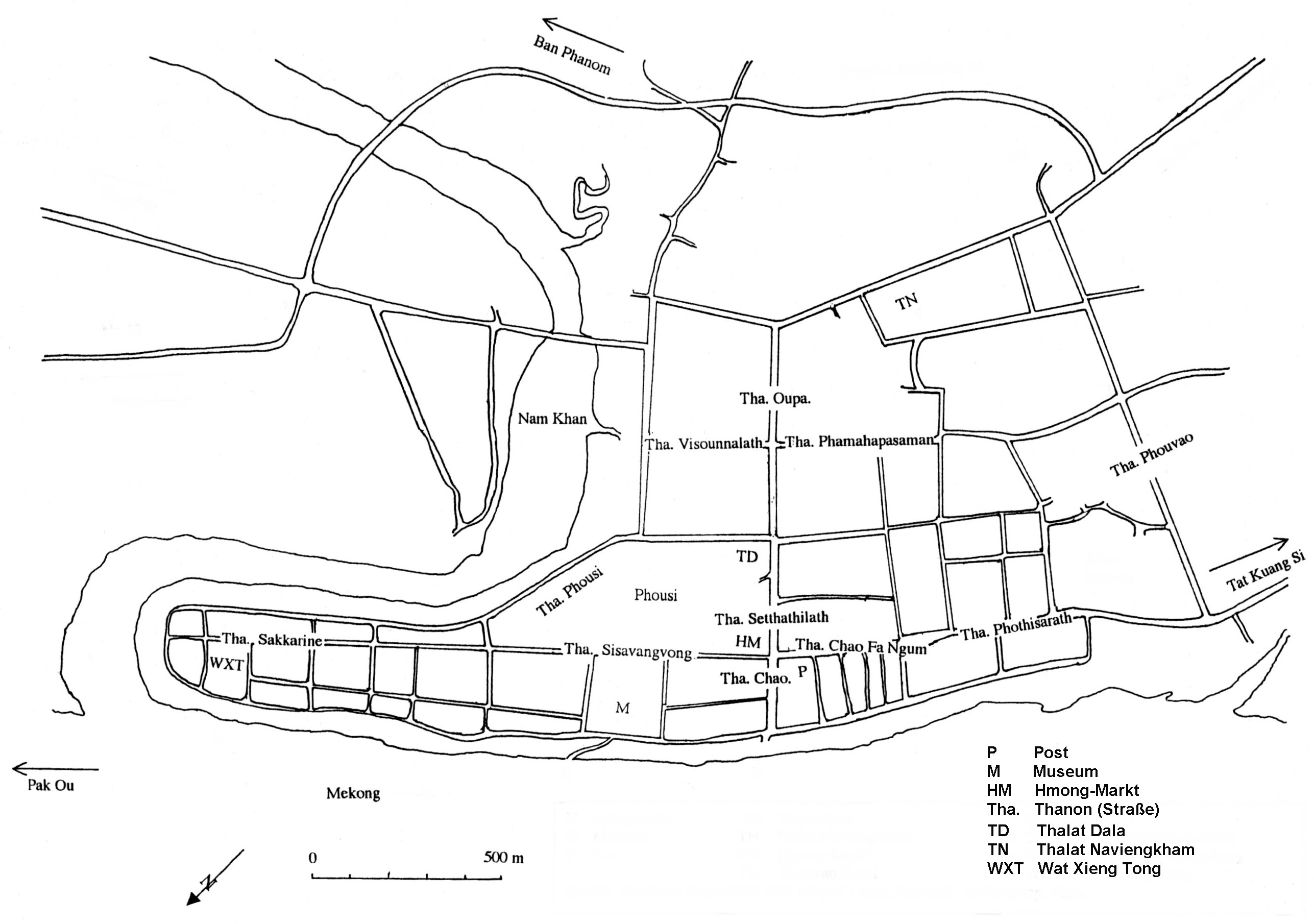
Karte Luang Prabangs

Das historische Zentrum der Stadt liegt im Schutz der Spornlage zwischen Mekong und seinem Nebenfluss Nam Khan auf rund 300 Meter Höhe. Sie ist ein Handelszentrum für Reis, Kautschuk und Teakholz. Außerdem werden handwerkliche Produkte wie Holzarbeiten, Textilien und Papier hergestellt. Luang Prabang ist Sitz einer Universität, der Souphanouvong-Universität.
Über die asphaltierte Nationalstraße 13 ist die Stadt via Vang Vieng mit Vientiane verbunden. Eine Verlängerung der NH-13 bis an die laotisch-chinesische Grenze führt über eine Umgehungsstraßen. Luang Prabang liegt außerdem an der China-Laos-Eisenbahn. 

### Flughafen
Luang Prabang besitzt etwa drei Kilometer nordöstlich der Stadt einen internationalen Flughafen, der unter anderem von Vientiane, Bangkok und Siem Reap angeflogen und vor allem von Touristen frequentiert wird.
Außerdem gibt es eine Verbindung nach Hanoi und Kunming sowie nach Chiang Rai.

## Klima
|                       | Jan  | Feb  | Mär  | Apr  | Mai   | Jun   | Jul   | Aug   | Sep   | Okt   | Nov  | Dez  |   |         |
| Mittl. Tagesmax. (°C) | 27,7 | 30,9 | 33,5 | 34,6 | 33,8  | 32,5  | 31,6  | 31,4  | 31,7  | 30,9  | 28,8 | 26,5 | ⌀ | 31,2    |
| Mittl. Tagesmin. (°C) | 14,2 | 15,1 | 17,9 | 21,3 | 23,4  | 24,3  | 24,0  | 23,6  | 22,9  | 21,0  | 17,9 | 14,4 | ⌀ | 20      |
|                       |      |      |      |      |       |       |       |       |       |       |      |      |   |         |
| Niederschlag (mm)     | 13,5 | 16,1 | 33,7 | 94,1 | 149,2 | 177,3 | 223,8 | 226,5 | 165,8 | 107,0 | 28,2 | 13,0 | Σ | 1.248,2 |
|                       |      |      |      |      |       |       |       |       |       |       |      |      |   |         |
| Regentage (d)         | 1    | 3    | 4    | 9    | 15    | 15    | 19    | 20    | 14    | 9     | 4    | 1    | Σ | 114     |

| 14,2 |

| 15,1 |

| 17,9 |

| 21,3 |

| 23,4 |

| 24,3 |

| 24,0 |

| 23,6 |

| 22,9 |

| 21,0 |

| 17,9 |

| 14,4 |

| 14,2 |

| 15,1 |

| 17,9 |

| 21,3 |

| 23,4 |

| 24,3 |

| 24,0 |

| 23,6 |

| 22,9 |

| 21,0 |

| 17,9 |

| 14,4 |

## Geschichte

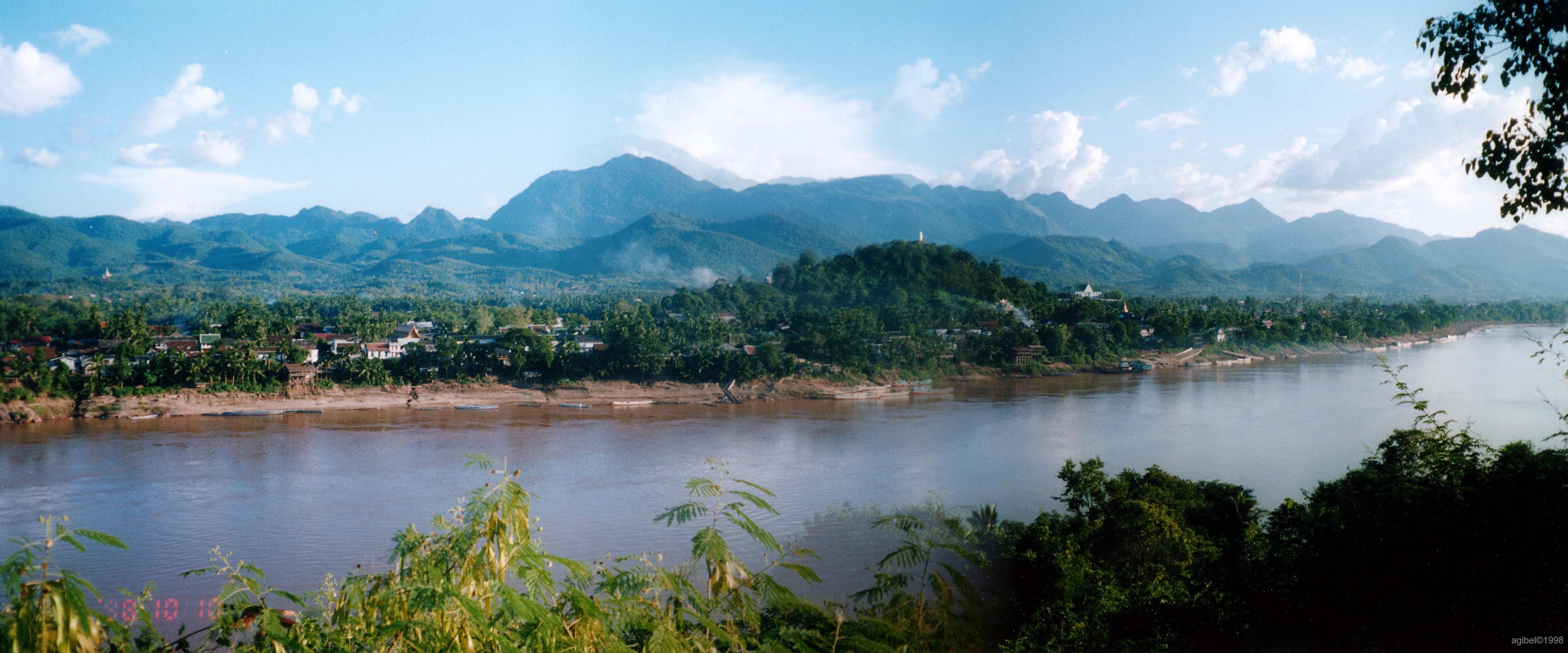
Luang Prabang, vom rechten Mekongufer aus gesehen (Panoramamontage)

Die Stadtgeschichte Luang Prabangs ist untrennbar mit der Entstehungsgeschichte von Laos verknüpft. Der politische Niedergang des Königreiches Sukhothai in Nord-Thailand 1345 und die Verlagerung des politischen Zentrums in Siam nach Ayutthaya im Jahr 1351 beschleunigten auch die Notwendigkeit eines politischen Einigungsprozesses östlich des Mekong. 1365 wird allgemein als Gründungsjahr von Lan Xang („Land der Millionen Elefanten“) unter Fa Ngum genannt. Als Vasall des Khmer-Reiches hatte Fa Ngum die Buddha-Statue Phra Bang als Krönungsgabe aus Angkor erhalten. Diese wurde in Luang Prabang, das zwischen 1354 und 1560 Hauptstadt des Königreiches Lan Xang war, als heilige Statue mit herrschaftslegitimatorischer Funktion verehrt. Um 1356 wurde Luang Prabang ein Wallfahrtsort für die Buddha-Statue Phra Bang.
Unter König Setthatirat wurden in Luang Prabang im 16. Jahrhundert viele buddhistische Klöster errichtet. Im Zuge der buddhistischen Missionierung entstand unter anderem der Wat Pasman an der Stelle des heutigen Wat That Luang als ältestes sakrales Gebäude der Stadt. Einen erheblichen Machtverlust bedeutete für Luang Prabang die Verlegung der Hauptstadt nach Vientiane, die König Setthathirath 1560 aus Angst vor Angriffen aus Burma veranlasst hatte. Dennoch blieb Luang Prabang kultureller Mittelpunkt des Landes. Über drei Jahrhunderte wurde Luang Prabang fortan Spielball im Kampf zwischen den Thai und den Birmanen um die politische Vormachtstellung zwischen Irrawaddy und Mekong, in dessen Folge die Stadt wiederholt zerstört wurde. 1700 zerfiel Laos schließlich in drei Teile: Luang Prabang, Vientiane und Champasak.

### Französische Kolonialzeit von 1893 bis 1953
Erste Berichte über Luang Prabang durch Henri Mouhot 1861, Louis Delaporte 1867 und Auguste Pavie 1886 erreichten Europa Mitte des 19. Jahrhunderts. Laos geriet ins Fadenkreuz der machtpolitischen Rivalität zwischen Frankreich und England. Frankreich hoffte, den Mekong flussaufwärts fahrend, nach Südchina gelangen zu können, doch erwies sich der Mekong als nicht durchgängig schiffbar. Dennoch waren die Franzosen an einer politischen Kontrolle von Laos als strategischer Absicherung ihrer Kolonie Vietnam interessiert. Geschickt taktierend nutzte Frankreich die Bedrängnis, in der sich die Laoten angesichts der Überfälle durch chinesische Banden 1887 befanden, und erklärte die Region von Luang Prabang kurzerhand zum Protektorat ihrer Kolonie Union Indochinoise (1893–1954). Von wirtschaftlicher Bedeutung war Laos für Frankreich, ganz im Gegensatz zu Vietnam, jedoch nicht.
Bis in die Mitte des 20. Jahrhunderts wurde Laos und damit auch Luang Prabang stark von kulturellen und architektonischen Einflüssen der Kolonialmacht Frankreich geprägt. Noch vor der verheerenden Niederlage Frankreichs bei Điện Biên Phủ 1954 wurde Laos 1953 die politische Unabhängigkeit gewährt.

### Vietnam-Krieg von 1962 bis 1975
Trotz der Internationalen Laos-Konferenz in Genf 1962, auf der dem Land die Neutralität zugestanden wurde, erfolgte im Vietnamkrieg der militärische Nachschub für den Vietcong in Südvietnam auf dem Ho-Chi-Minh-Pfad über laotisches Territorium. Schwere Bombardierungen seitens der US-Luftwaffe waren die Folge. Die Stadt Luang Prabang blieb von den Kampfhandlungen weitgehend verschont, obwohl sich Einheiten der kommunistischen Pathet-Lao-Organisation nördlich der Stadt im Gebiet der Pak-Ou-Höhlen verschanzt hatten. 1975 eroberten kommunistische Einheiten die Stadt.

### Entwicklung seit 1975
Der letzte laotische König Sisavang Vatthana, der bis 1975 in Luang Prabang residiert hatte, wurde mit seiner Frau und dem Kronprinzen in ein politisches Umerziehungslager deportiert. Dort kam die Königsfamilie – vermutlich 1984 – aus bislang ungeklärten Umständen ums Leben. Mit der Machtübernahme der Pathet Lao kam es auch in Luang Prabang zum Exodus regimefeindlicher Laoten, landesweit flohen rund 300.000 Menschen. Die Stadt Luang Prabang fiel in einen „Dornröschen-Schlaf“.
Seit der wirtschaftlichen Liberalisierung, insbesondere der Privatisierung des Tourismus 1991, wird die kulturhistorische Bedeutung von Luang Prabang erkannt. Mit der Fertigstellung der Ersten Thailändisch-Laotische Freundschaftsbrücke im Jahr 1994 und einer verstärkten Vermarktung besuchten 2015 zum Beispiel 500.000 ausländische Touristen Luang Prabang. Bereits 1995 wurde Luang Prabang zum UNESCO-Weltkulturerbe erklärt. 32 buddhistische Klöster sowie die gesamte französische Kolonialarchitektur in der Stadt wurden unter Denkmalschutz gestellt und werden seitdem restauriert. Eine restriktive Stadtplanung soll zudem Verstöße gegen den kunsthistorisch einzigartigen Charakter des Stadtzentrums verhindern.

## Sehenswürdigkeiten

### Stadt Luang Prabang

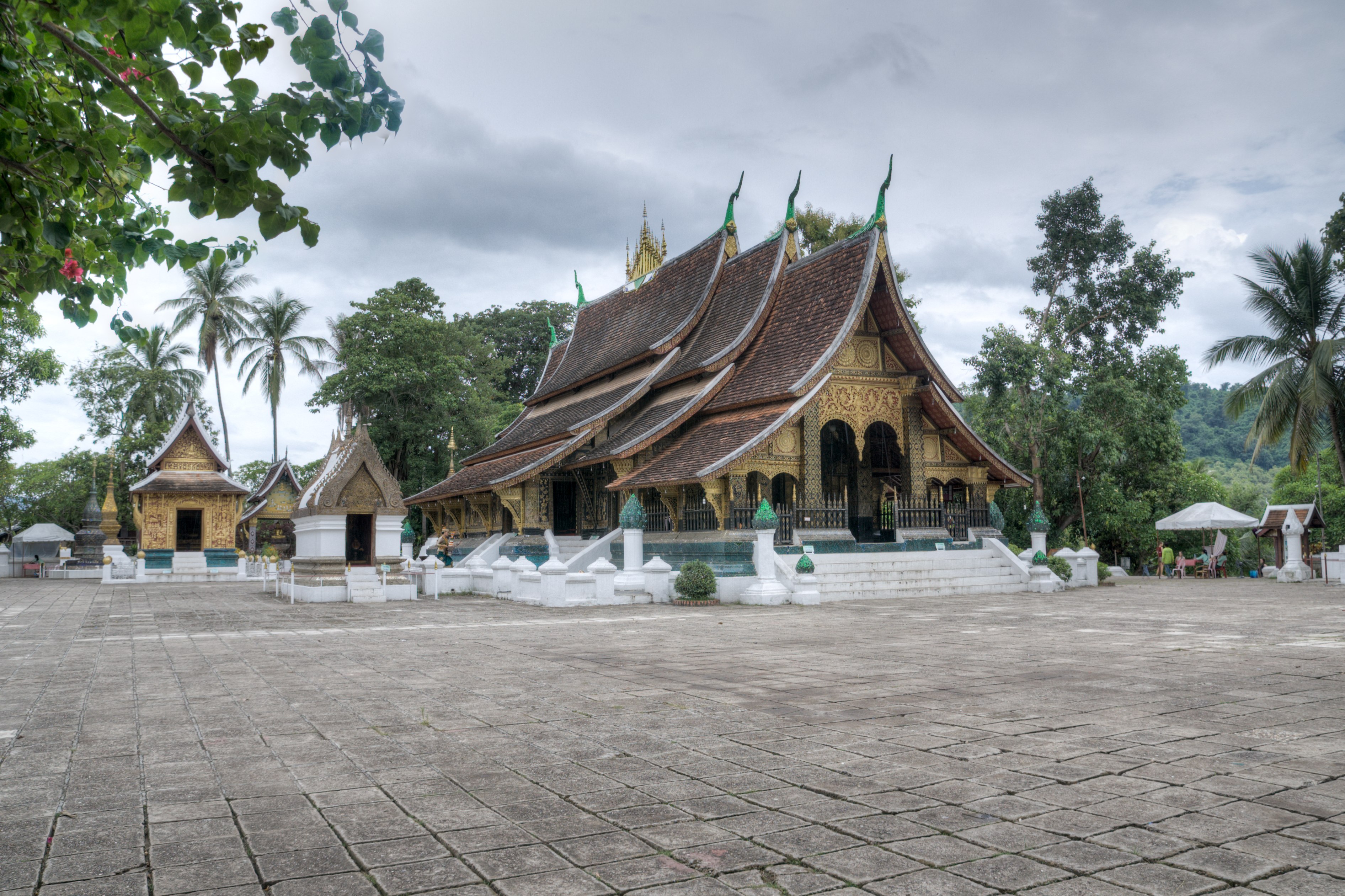
Wat Xieng Thong

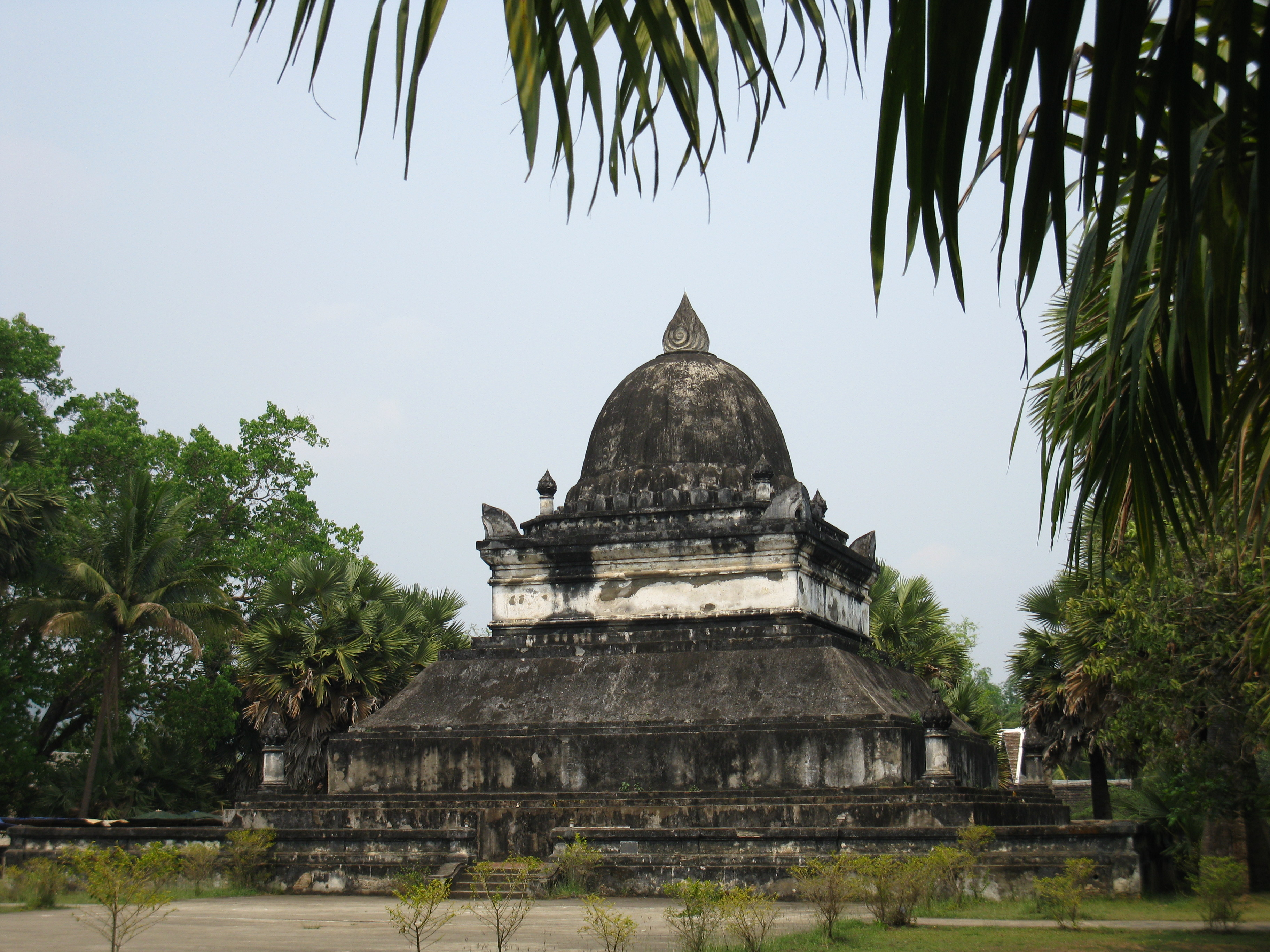
That Makmo

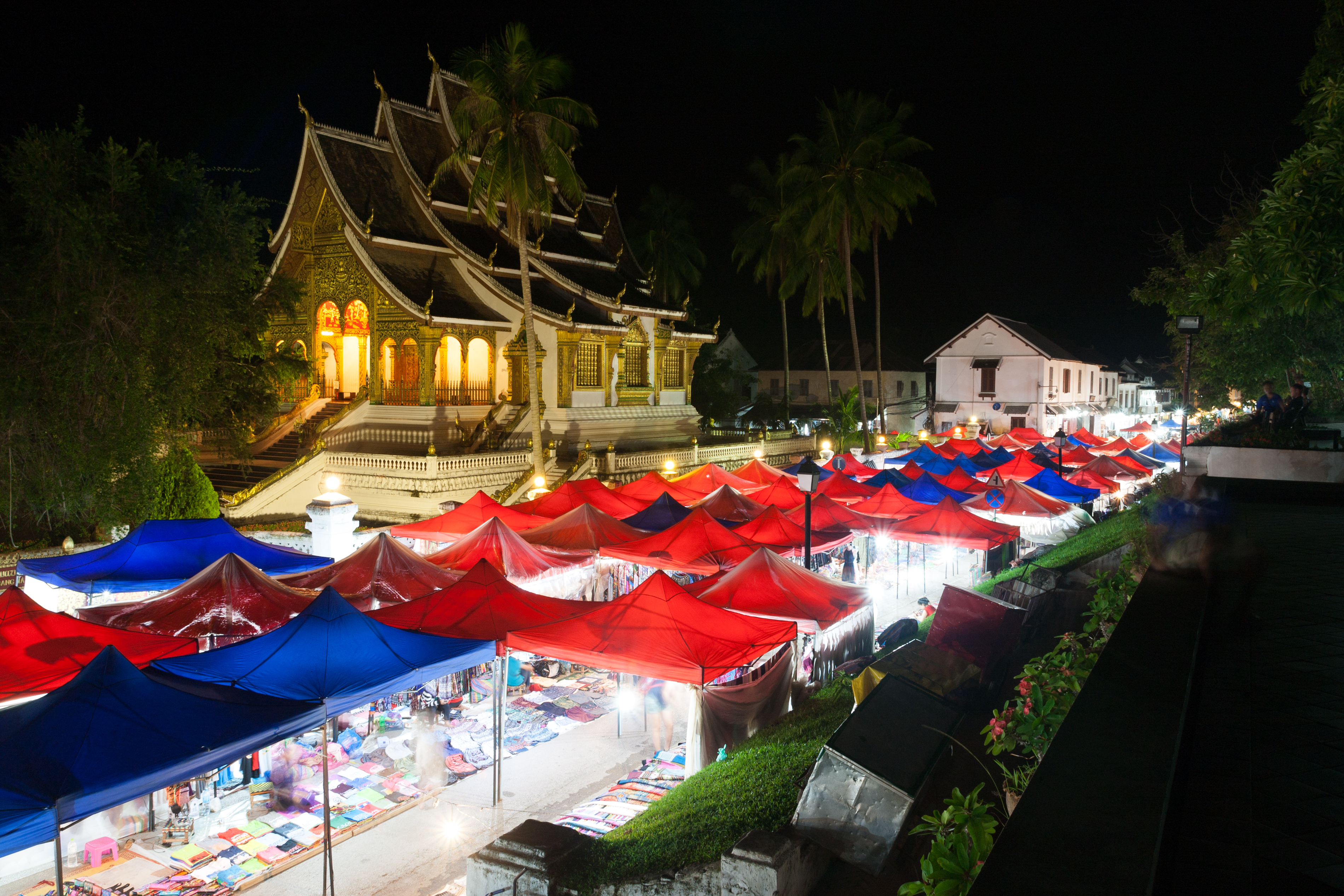
Nachtmarkt in Luang Prabang

- Königspalast (Ho Kham), jetzt Nationalmuseum – unter anderem zu besichtigen: Thron der Herrscher der Lan Xang-Periode, religiöse Schätze. Errichtet in den Jahren 1904 bis 1909.
- Vat Xienthong (auch Wat Xieng Thong) – Tempelanlage am Mekong, die 1560 unter König Setthathirath erbaut und 1960–1962 restauriert wurde. Als einziger Tempel der Stadt überstand er die Plünderung von 1887 unversehrt. Der Baustil mit dem fast bis auf den Boden reichenden Dach ist typisch für das nördliche Laos.
- Vat Visounarath (auch Wat Visoun, Wat Visounarath) ist eine an der südöstlichen Seite des Phousi-Berges gelegene Tempelanlage. König Visounarath gründete 1512 das Kloster, das 1887 durch chinesische Horden zerstört wurde. Der Großteil der Anlage wurde im 20. Jahrhundert wieder aufgebaut. Der Sim (laotische Bezeichnung für das Hauptgebäude eines Wat) aus 1898 enthält Fenstersäulen im Khmer-Stil. Im Inneren befindet sich seit 1942 ein Museum mit zahlreichen Buddhastatuen insbesondere in der für Luang Prabang typischen Regenanrufungsgeste (stehend mit parallel zum Körper nach unten zeigenden, überlangen Armen).
- That Makmo (Wassermelonen-Stupa), auf dem Gelände des Vat Visounarath gelegen. Der Name leitet sich von seiner halbrunden Spitze ab. Gestiftet von Phantin Xieng, Gemahlin von König Visounarath, im Jahr 1504, wurde die Stupa 1932 wieder aufgebaut, wobei die kostbaren Beigaben in den Königspalast überführt wurden.
- Vat Sop: Die Tempelanlage befindet sich im Nordosten der Altstadt und wurde bereits 1480 als Bestattungstempel des Königs Chakkrapat gegründet. 1485 wurde auf dem Grundstück ein zweiter Bestattungstempel erbaut, der bei Umbauten im 18. Jahrhundert mit dem zuerst gebauten vereinigt wurde. Die heutigen Gebäude, neben denen sich ein weithin sichtbarer Frangipani erhebt, entstanden 1909. Hinter dem Vat Sop befindet sich an der Thanon Vat Sop genannten Straße ein typisches, auf Laotisch Baan genanntes Wohnquartier, in dem man einen Eindruck von dem durch den Tourismus noch nicht beeinträchtigten Alltag der Einheimischen gewinnen kann.
- Vat Chom Kong (auch Vat Choum Khong): Dieser um 1850 erbaute Tempel ist unter anderem wegen seines Gartens bekannt, der zu den schönsten der Stadt zählen soll, und wegen der beiden aus China stammenden Wächterfiguren vor dem Hauptgebäude.
- Berg Phousi (130 Meter Höhe, 328 Stufen), topographischer Akzent und spirituelles Zentrum gegenüber dem Königspalast mit Aussicht auf das gesamte Stadtgebiet, den Mekong sowie die bewaldete Berglandschaft der Umgebung.
- Nachtmarkt am Fuße des Phousi-Berges: in der Thanon Sisavangvong, der Hauptstraße der Altstadt, werden jeden Abend (ca. 18 bis 22 Uhr) zwischen dem Königspalast und der Querstraße Thanon Setthathirat von Hand gefertigte Textilien, Souvenirs und Lebensmittel angeboten. Viele der Händlerinnen gehören dem Volk der Hmong an, die für ihre qualitativ hochwertigen Web-, Stickerei- und Näharbeiten bekannt sind.
- Phimai (Neujahrs-)Fest im Monat April – eines der eindrucksvollsten buddhistischen Feste in Festland-Südostasien.

### Außerhalb von Luang Prabang
- Die Pak-Ou-Kalksteinhöhlen – direkt an den Uferklippen des Mekong, etwa 25 Kilometer nördlich von Luang Prabang, sind einer der bedeutendsten buddhistischen Wallfahrtsorte in Laos. Es handelt sich um zwei Höhlentempel, die sich an der Mündung des Nam Ou in den Mekong befinden und nur mit dem Boot nach einer rund eineinhalbstündigen Fahrt erreichbar sind. Hier wurden während des Indochina-Krieges private Buddha-Statuen der Bevölkerung vor Plünderungen in Sicherheit gebracht. Zeitweise sollen in den beiden Höhlentempeln über 5000 Statuen gestanden haben. Hunderte davon, in verschiedensten Größen, sind heute noch in den beiden Höhlen zu besichtigen, sie wurden auch als Opfergaben von Pilgern hierher gebracht. Der Sage nach wurden die beiden Höhlen seit 1547 als Tempel genutzt. Die gesamte Anlage wird auch Tham Ting („Ting-Höhle“) genannt. In der unteren Höhle, Tham Loum, ist außer zahlreichen bis zu einem Meter großen Buddhastatuen aus Holz, Bronze, Eisen oder Ton eine Wasserstelle zur rituellen Reinigung der Statuen zu sehen. Zur oberen und tieferen Höhle, Tham Theung, muss man ein weiteres Stück nach oben steigen. In dieser dunkleren der beiden Höhlen lebten zeitweise Einsiedlermönche.
- Kuang-Si-Wasserfall – etwa 45 Minuten von Luang Prabang entfernt.
- Tad-Sae-Wasserfall – der kleinere und nähergelegene Wasserfall der Umgebung. Ideal zum Schwimmen und für einen kleinen Spaziergang durch den Urwald.
- Das Grabmal von Henri Mouhot liegt östlich der Stadt, vier Kilometer hinter Ban Phanom, links vom Weg am Ufer des Nam Khan. Mouhot verstarb in Luang Prabang 1861 an den Folgen der Malaria. Den erst 1990 im Dschungel wiederentdeckten Grabstein ließ 1887 der französische Konsul Auguste Pavie aufstellen.
- Am gegenüberliegenden Ufer von Luang Prabang, eine etwa 15-minütige Bootsfahrt entfernt, befindet sich der 2016 eröffnete Botanische Garten Pha Tad Ke.
- Ebenfalls am gegenüberliegenden, nur mit Fähre oder Boot zu erreichenden Ufer liegen die von Touristen wenig besuchten Tempel Wat Chom Pet, Wat Xieng Maen und Wat Tham Sakkalin.

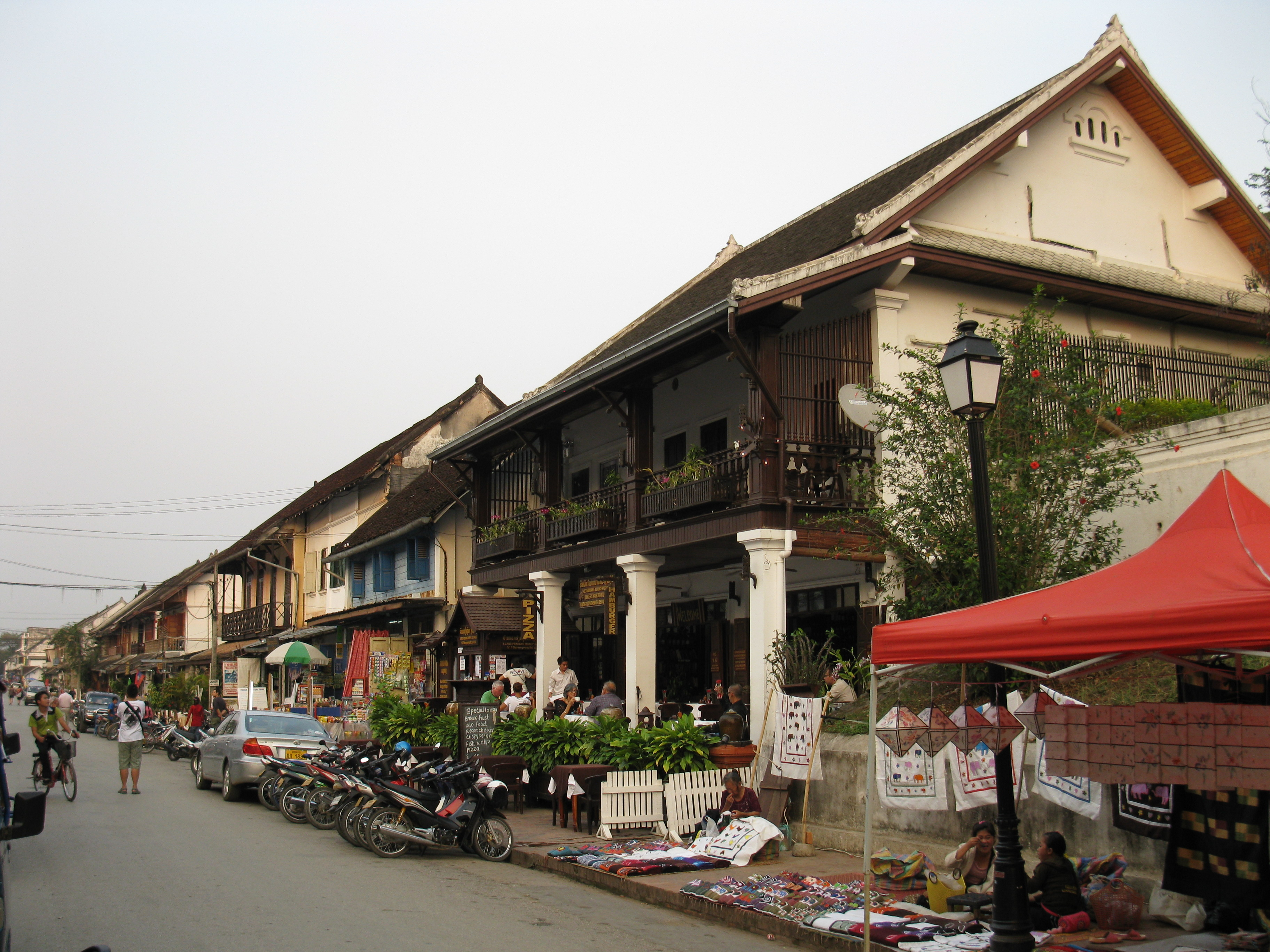
Thanon Sisavangvong, eine der Hauptstraßen der Altstadt
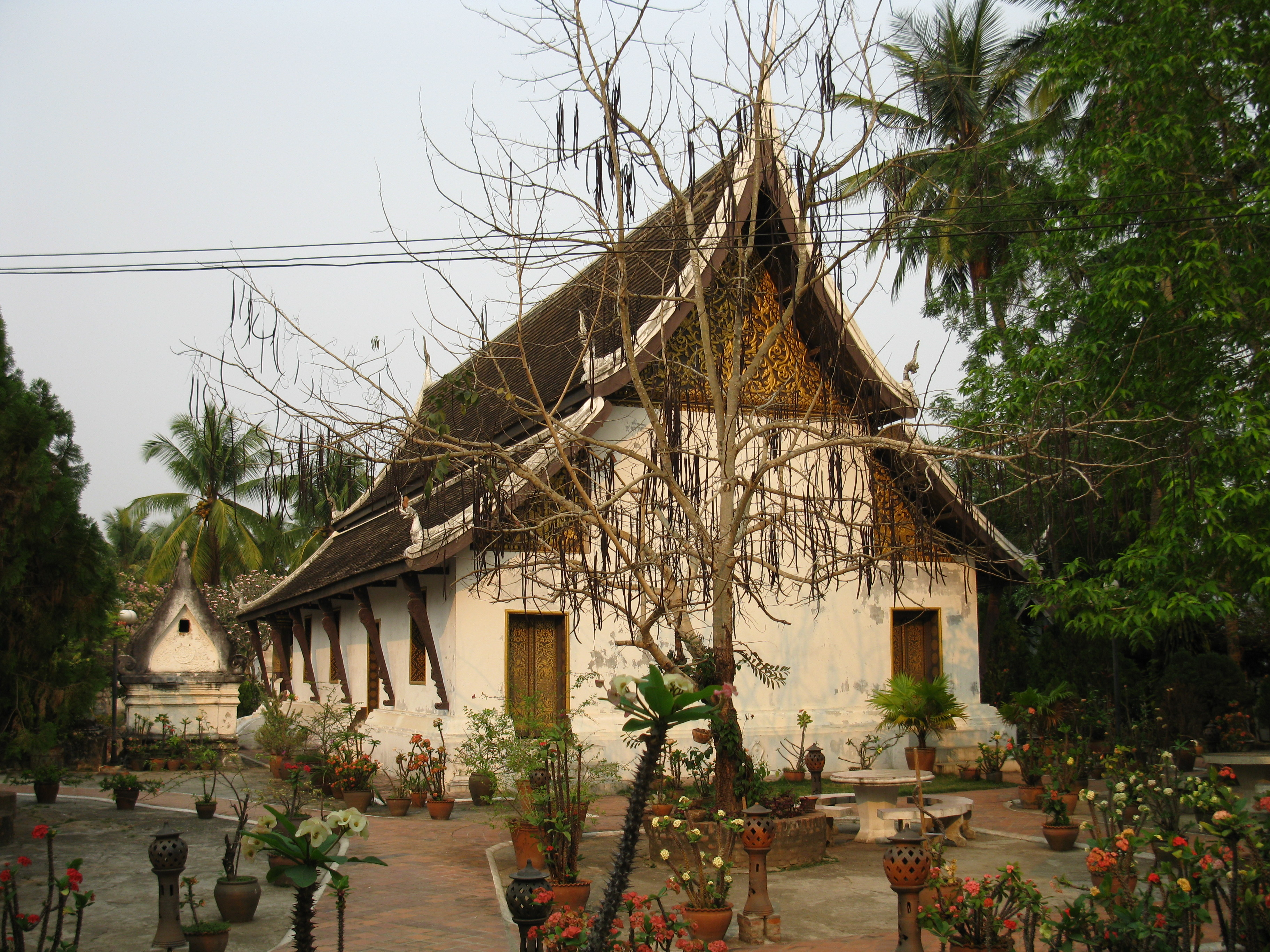
Tempelanlage Vat Chom Kong in der Altstadt
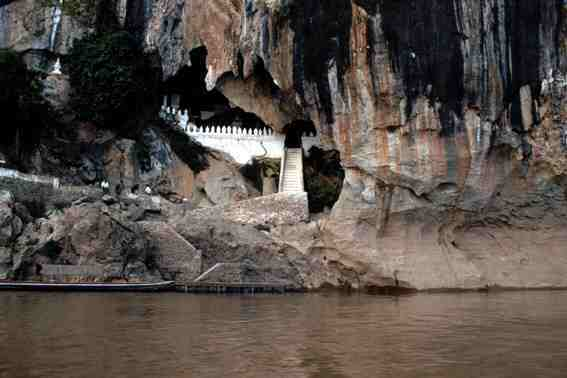
Höhle Pak Ou - Blick vom Mekong
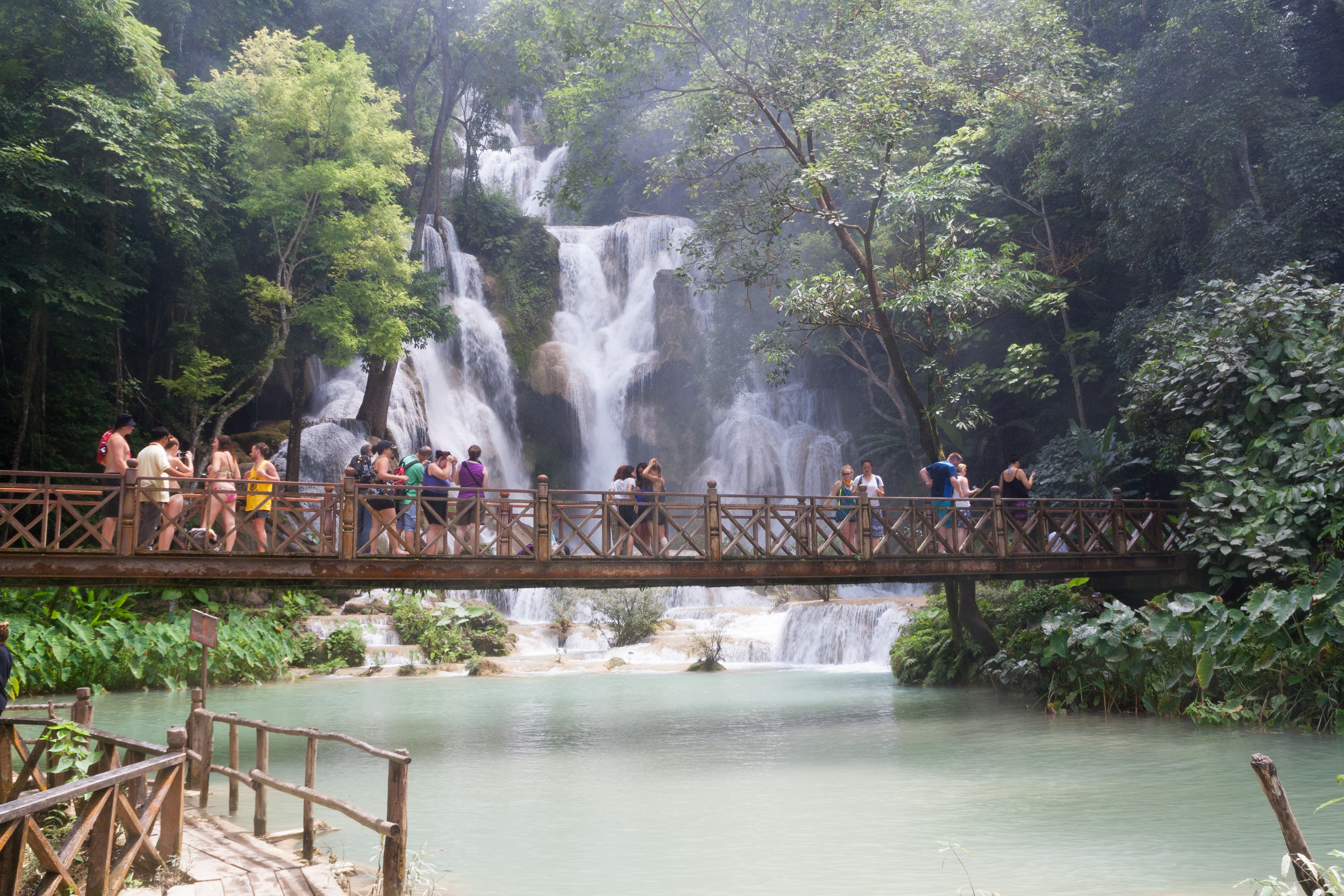
Kuang-Si-Wasserfall
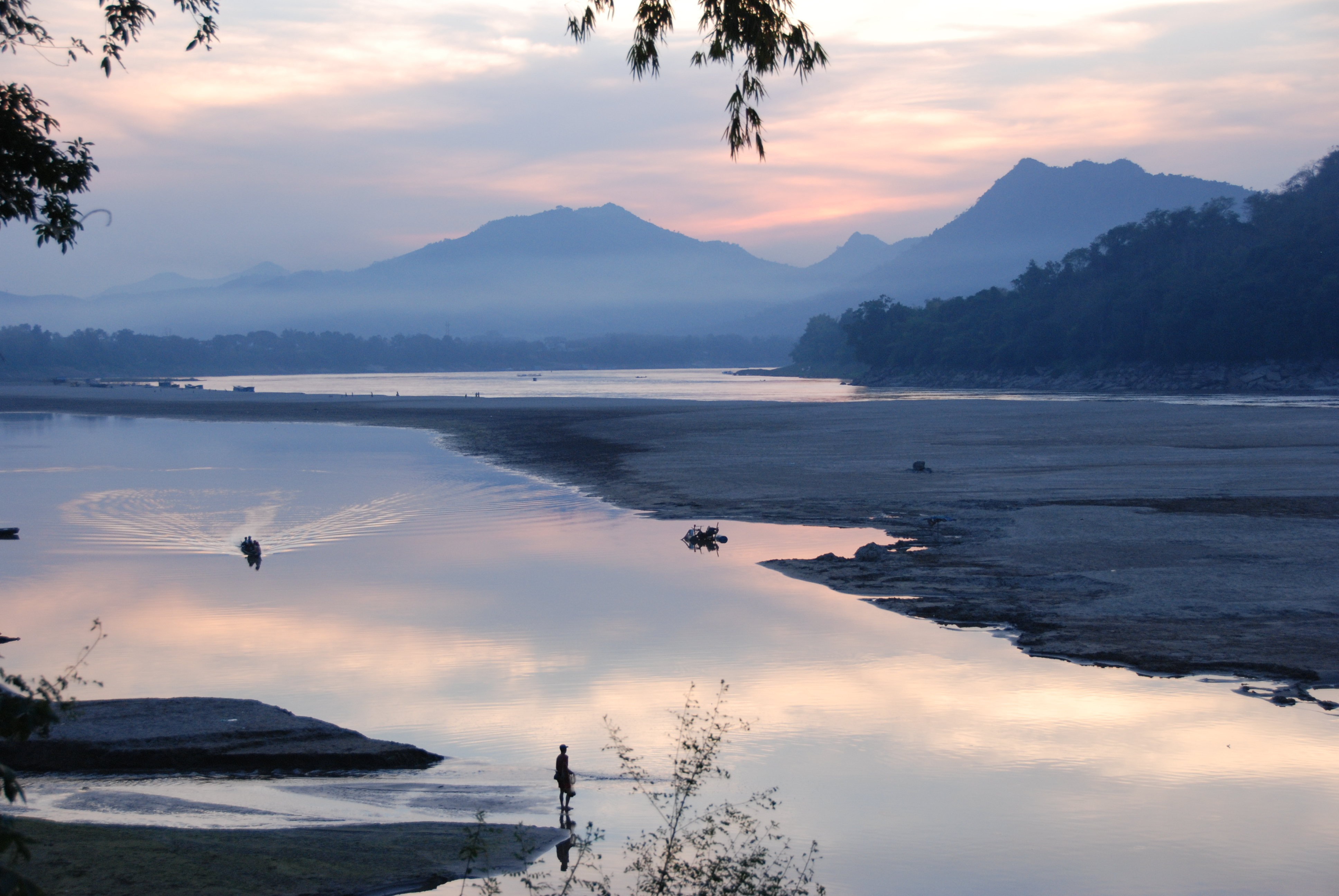
Sonnenuntergang am Mekong vom Wat Phra Bat Tai aus

## Söhne und Töchter der Stadt
- Khun Phi Fa († 1343), König von Rajadharani Sri Sudhana
- Fa Ngum (1316–1393), erster König von Lan Xang
- Suvanna Ban Lang (1455–1485), König von Lan Xang
- Pho Thisarath I. (1505–~1548), König von Lan Xang
- Pho Thisarath II. (1552–1627), König von Lan Xang
- Sulinyavongsa (* 1618), König von Lan Xang
- Kingkitsarat († 1713), König von Luang Phrabang
- Anurut (1737–1819), König von Luang Phrabang
- Manthatulat (1772–1837), König von Luang Phrabang
- Sukaseum (1797–1850), König von Luang Phrabang
- Tiantha (~1797–1870), König von Luang Phrabang
- Oun Kham (1811–1895), König von Luang Phrabang
- Sakkalin (1840–1904), König von Luang Phrabang
- Sisavang Vong (1885–1959), König von Laos (1904–1959)
- Phetsarath (1890–1959), Politiker
- Khammao Vilai (1892–1965), Politiker, Premierminister der ersten freien laotischen Regierung (1945–1949)
- Souvanna Phouma (1901–1984), Politiker, Premierminister von Laos (1951–1954, 1956–1958, 1960 und 1962–1975)
- Savang Vatthana (1907–~1978), Herrscher, letzter laotischer König (1959–1975)
- Souphanouvong (1909–1995), Politiker
- Ouane Rattikone (1912–1978), General der laotischen Luftwaffe und Rauschgifthändler
- Somsanith Vongkotrattana (1913–1975), Politiker; Premierminister von Laos (1960)
- Khampheng Boupha (1923–2011), Politikerin
- Kaharn Phetsivilay (* 1998), Fußballspieler
- Somlith Sengvanny (* 1999), Fußballspieler
- Sinnakone Koumanykham (* 2003), Fußballspieler